# Nová Ves u Nelahozevsi
Nová Ves (deutsch Neudorf) ist eine Gemeinde in Tschechien. Sie liegt acht Kilometer nördlich von Kralupy nad Vltavou und gehört zum Okres Mělník.

## Geographie
Nová Ves befindet sich linksseitig des Moldautals im Nordböhmischen Tafelland. Die Gemeinde liegt am linken Ufer des Baches Bakovský potok vor seiner Einmündung in die Moldau. Im Norden erhebt sich der Škarechov (Skarehof, 270 m) und südlich der Na Horach (286 m). Östlich des Dorfes verläuft die Autobahn D 8 zwischen Lovosice und Prag, die sich an der Abfahrt 18 mit der Staatsstraße I/16 von Mělník nach Slaný kreuzt. Südlich führt durch das Moldautal die Bahnstrecke Praha–Děčín, die nächste Bahnstation ist Nové Ouholice. Am Abzweig nach Sazená befinden sich reste der Prager Linie des Tschechoslowakischen Walls. Nordwestlich liegt der Sportflugplatz Sazená.
Nachbarorte sind Ledčice und Jeviněves im Norden, Spomyšl und Mlčechvosty im Nordosten, Vepřek im Osten, Červený Mlýn und Všestudy im Südosten, Nové Ouholice im Süden, Uhy und Chržín im Südwesten, Sazená im Westen sowie Loucká, Bříza und Straškov-Vodochody im Nordwesten.

## Geschichte
Anhand archäologischer Funde kann eine Besiedlung auf dem Gebiet des Dorfes in der Steinzeit nachgewiesen werden. Das zur Herrschaft Raudnitz gehörige Dorf Nová Ves wurde im Jahre 1347 durch die Herren von Lobkowicz gegründet. 1421 wurde das Dorf als curia in Nova villa monii in Doxan bezeichnet.
Nach der Aufhebung der Patrimonialherrschaften gehörte Nová Ves ab 1850 zur Bezirkshauptmannschaft Slaný. Seit 1921 gehörte die Gemeinde zum Okres Kralupy nad Vltavou und nach dessen Auflösung im Jahre 1960 wurde sie dem Okres Mělník zugeordnet. An der Homole fand 1945 das letzte Panzergefecht des Zweiten Weltkrieges statt. 1980 wurden Nové Ouholice (mit Miřejovice und Vepřek) sowie Staré Ouholice eingemeindet.

## Gemeindegliederung
Die Gemeinde Nová Ves besteht aus den Ortsteilen Miřejovice (Mirschowitz), Nová Ves (Neudorf), Nové Ouholice (Neu Auholitz), Staré Ouholice (Alt Auholitz) und Vepřek (Weperschek).

## Sehenswürdigkeiten

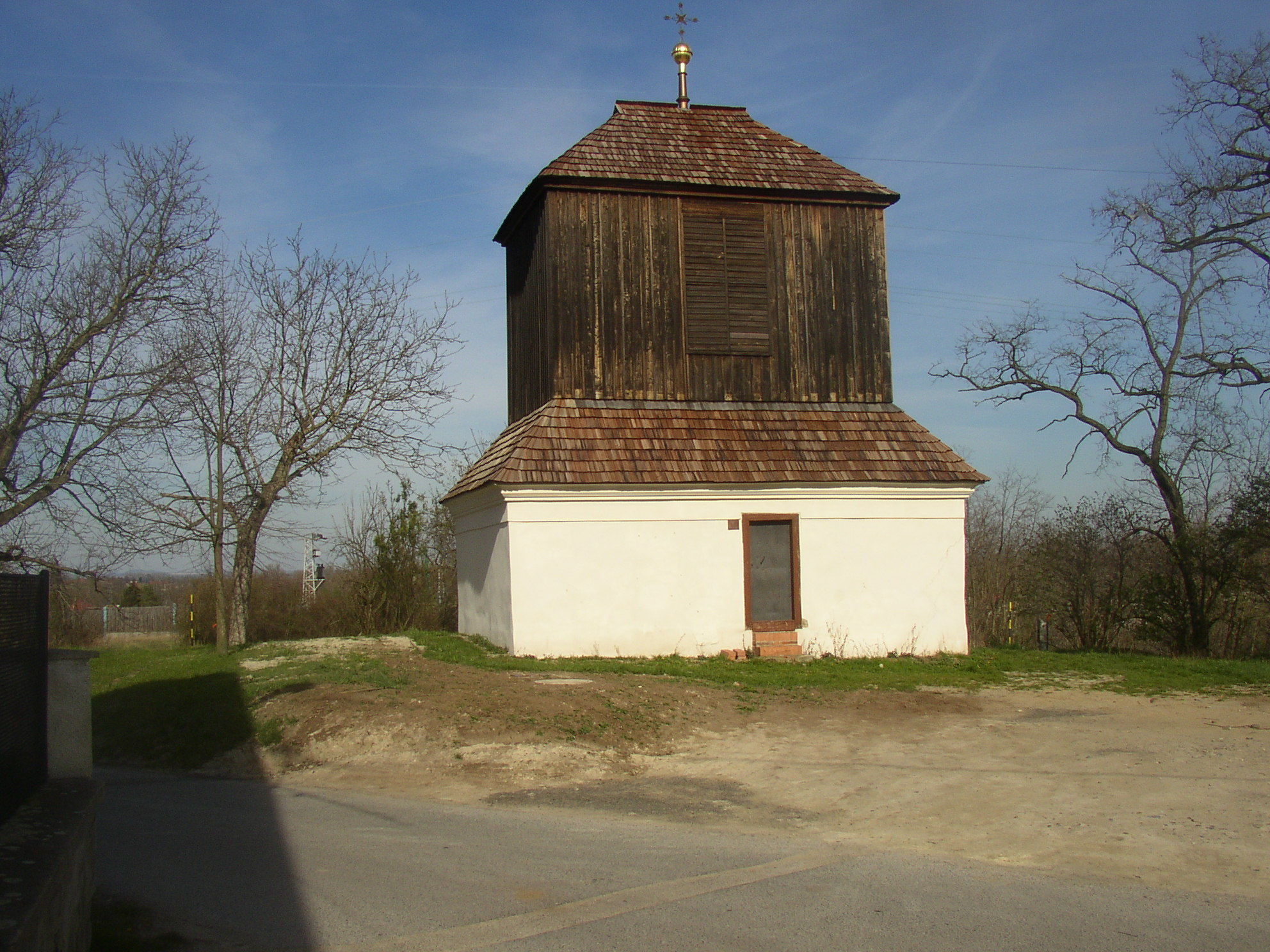
Glockenturm in Vepřek

- Denkmal für die Opfer des Zweiten Weltkrieges
- Kapelle am Dorfplatz
- Kirche Mariä Wiegenfest in Vepřek, seit 1958 nationales Kulturdenkmal
- wuchtiger halbhölzerner Glockenturm in Vepřek, nationales Kulturdenkmal
- Granitobelisk zum Gedenken der Opfer beider Weltkriege, in Staré Ouholice
- Gedenkstein für Karl Šoral in Nové Ouholice